# Phyllachora syntherismae
Phyllachora syntherismae är en svampart som beskrevs av Sawada 1944. Phyllachora syntherismae ingår i släktet Phyllachora och familjen Phyllachoraceae.   Inga underarter finns listade i Catalogue of Life.